# メドレー
メドレー　(medley) とは、特に、ポピュラー系音楽で、2曲以上をつなげて演奏すること。その曲に歌唱が含まれるか否かは無関係。

## 語源・別名
ラテン語で「mix」に当たる「misceo」が語源。
混成曲（こんせいきょく）・接続曲（せつぞくきょく）と訳すこともある。
パスティッチョ (pasticcio)、パスチーシュ (pastiche)、パスチシュール (pasticheur) ともいう。これらはラテン語・イタリア語のパスタ (pasta) が語源で、小麦粉をこねる様にたとえたもの。
ポプリ (potpourri) とも言う。これはフランスの鍋料理の名前で、雑多な食材をごった煮にすることから。

## 類似の様式
組曲は、元々異なった複数のパーツや曲が、全体で1曲として、当初より作られている。対してメドレーは組曲とは異なり、元々が異なった複数の曲をつなげて演奏するものである。

## メドレーの例
特に、ライヴ演奏時に用いられ、以前から用いられた手法である。
ビートルズの1967年リリースのアルバム『サージェント・ペパーズ・ロンリー・ハーツ・クラブ・バンド』の、オープニングの2曲「サージェント・ペパーズ・ロンリー・ハーツ・クラブ・バンド」と「ウィズ・ア・リトル・ヘルプ・フロム・マイ・フレンズ」、および、最後の2曲「サージェント・ペパーズ・ロンリー・ハーツ・クラブ・バンド (リプライズ)」と「ア・デイ・イン・ザ・ライフ」とで、それぞれそういった手法が用いられた。これらは、2例とも、別々の録音のテープ編集である。
以降、他のバンドやグループ、ミュージシャンのスタジオ録音作品でも頻繁に用いられるようになった。
また、彼らのアルバム『アビイ・ロード』の後半部では、それぞれ、5曲と3曲がメドレー形式で繋がっており、かつ、組曲的要素もある。
ライヴ演奏、スタジオ録音ともに、元来は、「2曲以上をつなげて演奏すること」がメドレーである。「ほとんど曲間を空けずに複数の曲を連続して演奏」したり、「最初の曲の最後の部分と、次の曲の冒頭部分をオーバーラップ（重複）させて編集した場合」や、「曲どうしを途中からつなげて編集したり、そう聞こえるようにアレンジして演奏する場合」などもそう呼ぶことが多い。
ライヴ録音で最もわかり易い例は、ビートルズの元メンバーポール・マッカートニーのバンドウイングスが、1976年に発表したアルバムウイングスU.S.A.ライヴ!!の冒頭の3曲である。
1曲目の「ヴィーナス・アンド・マース」と2曲目の「ロック・ショウ」は、アルバム「ヴィーナス・アンド・マース」収録のスタジオテイクでは、テープ編集でのメドレーを、ステージではそのままの形で再現。ついで、「ロック・ショウ」終了後にドラムのビートだけを残して、3曲目の「ジェット」のイントロから演奏するという、この当時のライヴだけの特別アレンジを施している。
また、クイーンのセカンドアルバムから3作のスタジオアルバムでは、別々の録音で、アレンジとテープ編集でありながらも、実際にメドレーであるかのような錯覚を与えるサンプルが収録されている。
レッド・ツェッペリンは、正式発表されているライヴは数少ないが、通常、冒頭の2~3曲は続けて演奏し、そのほとんどは、絶妙なアレンジでメドレー形式となっていて、節目ごとに、その曲目とアレンジを変えている。
ザ・マイクハナサーズ（この名前の由来は「マイク離さず」である）は、既存の楽曲のメドレーを専門に活動を行うアーティスト（覆面グループ）である。代表曲は1988年9月21日発売のデビューシングル「わたしたちどうするの?」であり、同曲は35万枚を売り上げた。
1984年に、桑田佳祐のものまねタレントが「いとしのエリー」や「ミス・ブランニュー・デイ」などのサザンオールスターズの楽曲や「騎士道」や「娘よ」や「涙のリクエスト」などの邦楽のヒット曲のフレーズを桑田風のボーカルで歌った「勝手にヒットパレード'84」がリリースされた（「ダサンオールスターズ」名義）。